# Сподне Гамелне
Сподне Гамелне (на словенски: Spodnje Gameljne) е село в Словения, регион Средна Словения, община Любляна. Според Националната статистическа служба на Република Словения през 2015 г. селото има 578 жители.